# Veritas ipsa
Veritas ipsa je pismo, ki ga je napisal papež Pavel III. 2. maja 1537.
V okrožnici, ki je bila naslovljena kardinalu Juanu Pardu de Taveri, je papež prepovedal zasužnjevanje ameriških staroselcev.
Temu pismu je sledila še papeška bula Sublimis Deus.